# توزيع حر مثالي

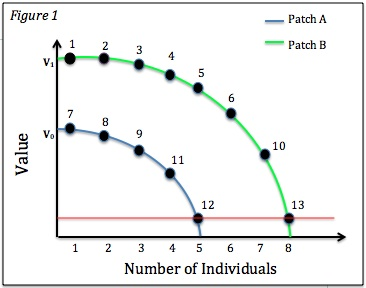
نظرية التوزيع الحر المثالية

في علم البيئة، التوزيع الحر المثالي (بالإنجليزية: Ideal free distribution)‏، هي نظرية بيئية تفيد بأن أفراد الحيوانات تتجمع في بقع مختلفة من الموائل بما يتناسب مع حجم الموارد المتاحة في كلٍ منها. نظرية تفترض أن الحيوانات يمكن أن تتحرك بحرية بين المواقع وأن الأفراد يعرفون مدى عطاء كل رقعة من الموائل. مصطلح «المثالي» يُشير إلى أن الحيوانات تختار العلف مع أعلى مستويات الجودة. مصطلح «الحر» يعني أن الحيوانات قادرة على التحرك دون عوائق من رقعة واحدة إلى أخرى. على الرغم من أن هذه الافتراضات لا يتم دعمها دائما في الطبيعة، لكن لا تزال هناك العديد من التجارب التي أجريت لدعمها.